# Fernando Panico
Fernando Panico MSC (* 1. Januar 1946 in Tricase, Italien) ist ein italienischer Ordensgeistlicher und emeritierter römisch-katholischer Bischof von Crato.

## Leben
Fernando Panico trat der Ordensgemeinschaft der Herz-Jesu-Missionare bei und empfing am 31. Oktober 1971 die Priesterweihe.
Papst Johannes Paul II. ernannte ihn am 2. Juni 1993 zum Bischof von Oeiras-Floriano. Der Erzbischof von Teresina, Miguel Fenelon Câmara Filho, spendete ihm am 14. August desselben Jahres die Bischofsweihe; Mitkonsekratoren waren Paulo Eduardo Andrade Ponte, Erzbischof von São Luís do Maranhão, und Carmelo Cassati MSC, Erzbischof von Trani-Barletta-Bisceglie-Nazareth. Als Wahlspruch wählte er SURSUM CORDA.
Am 2. Mai 2001 wurde er zum Bischof von Crato ernannt.
Papst Franziskus nahm am 28. Dezember 2016 seinen vorzeitigen Rücktritt aus gesundheitlichen Gründen an.